# Cesare Gessler

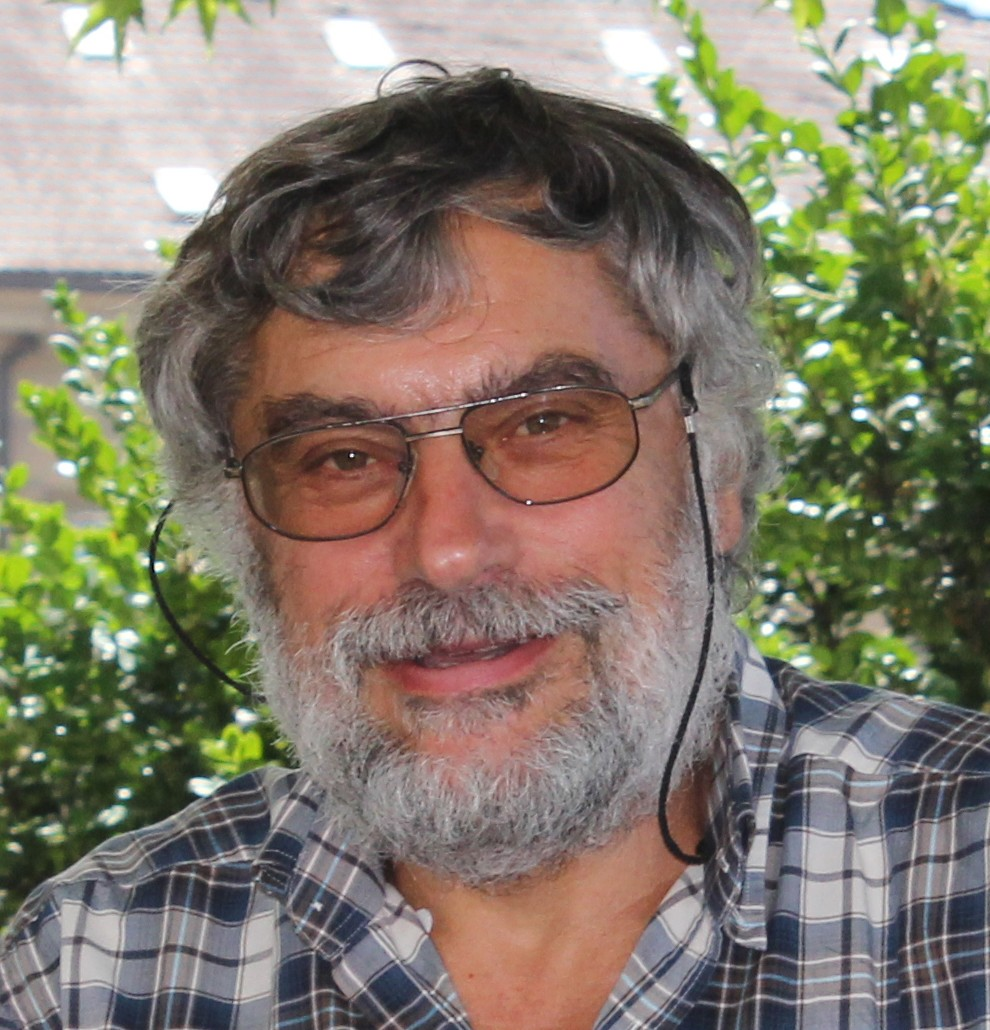
Cesare Gessler, 2013

Cesare Valentin Gessler (* 8. April 1949 in Wädenswil) ist ein Schweizer Agronom.

## Leben
Gessler studierte Agronomie an der Eidgenössischen Technischen Hochschule Zürich (ETH Zürich) und doktorierte 1977 am seinerzeitigen Institut für Spezielle Botanik zum Thema „Studio sulla resistenza della Botrytis cinerea all MBC“.
Nach einem Aufenthalt als Post-Doktorand an der University of Kentucky kehrte er 1980 an die ETH Zürich zurück und übernahm dort eine Stelle als Oberassistent am Institut für Phytomedizin. Im Jahre 1990 wurde er wissenschaftlicher Adjunkt am gleichen Institut.
Bereits als Oberassistent begann seine Tätigkeit als Dozent in den Fächern Systematische Biologie, Kryptogamen, Pflanzenpathologie (Epidemiologie, Ökologie, Diagnostik) und Tropische Pflanzenpathologie.
Von 2003 bis 2007 leitete er das Projekt/Forschungszentrum Safecrop der Autonomen Provinz Trento in Italien.
Im Jahr 2006 wurde er Titularprofessor der ETH, womit seine vielfältige und originäre Forschungstätigkeit ausgezeichnet wurde. Im Jahre 2009 ehrte ihn die American Phytopathological Society (APS) mit dem Titel „Fellow“, mit welchem ausserordentliche Leistungen ausgezeichnet werden. Seit Ende April 2014 ist Cesare Gessler emeritiert.
Gessler ist verheiratet mit Piera Gessler-Manini und Vater von zwei Söhnen.

## Wissenschaftlicher Beitrag
International bekannt wurde Cesare Gessler durch seine Forschung über den Apfelschorf (Venturia inaequalis) sowie den Falschen Mehltau der Weinrebe (Plasmopara viticola).
Gesslers Arbeiten decken einen weiten Bereich ab: von der praktischen Epidemiologie über biologische Bekämpfung von Pflanzenkrankheiten bis hin zu molekulargenetischen Projekten. In Zusammenarbeit mit europäischen Forschungsinstituten gelang es ihm und seinem Team, Resistenzgene des Apfels gegen Pflanzenkrankheiten zu identifizieren und in eine andere, krankheitsanfällige Apfelsorte zu transferieren.
- Weltweit erstes kloniertes Resistenzgen gegen Apfelschorf (HcrVf2, in Zusammenarbeit mit der Universität Bologna, Gruppe Prof. Silviero Sansavini)
- Klonierung des weltweit zweiten Resistenzgens gegen Apfelschorf (Vr2, in Zusammenarbeit mit PRI, Gruppe Dr. Henk Schouten)
- Weltweit erstes kloniertes Resistenzgen gegen Feuerbrand (MR5, in Zusammenarbeit mit JKI Dresden, Gruppe Prof. Viola Hanke)

Das Verständnis des Falschen Mehltaus der Weinrebe wurde durch Gesslers Forschung ebenfalls beträchtlich erweitert. So konnte er durch Entwicklung und Anwendung von Mikrosatelliten-DNA-Markern zeigen, dass das sogenannte Primär-Inokulum während der ganzen Saison bedeutender ist als das Sekundär-Inokulum, welches bei polyzyklischen Krankheiten üblicherweise den Verlauf der Krankheit steuert.
Stets war Gessler um Kommunikation und Zusammenarbeit mit Forschern seiner Forschungsgebiete bemüht. So war er beispielsweise wesentlich an der Gründung des „SafeCrop“ beteiligt, dem Zentrum für Forschung und Entwicklung für Pflanzenschutz an der Fondazione Edmund Mach in San Michele all’Adige, Italien. Von 2003 bis 2007 war er wissenschaftlicher Direktor dieses Instituts, welches sich als Zentrum für die Erforschung und Entwicklung von Pflanzenschutzmassnahmen mit niedrigem Einfluss auf Umwelt und Konsumentengesundheit sieht.
Zusammen mit internationalen Forschungsinstituten (Mitglieder von CGIAR) betreute er zudem Doktorarbeiten, welche in Schwellen- oder Entwicklungsländern durchgeführt wurden, mit dem Ziel, dort einen Beitrag zur Verbesserung der Nahrungsmittelproduktion zu leisten. Eine epidemiologische Studie der Kartoffelviren half beispielsweise, die Erntequalität der Kartoffeln in Peru zu erhöhen. Eine andere Forschungsarbeit in Ecuador identifizierte die wichtigsten biologischen Ursachen der herrschenden Kartoffelsaatgut-Degeneration und machte dadurch ebenfalls eine Qualitätsverbesserung möglich.

## Ehrungen
- Auszeichnung mit dem Titel "Fellow" durch die American Phytopathological Society
- Ehrenmitglied der International Organisation for Biological Control IOBC-WPRS

## Publikationen
- mit A. Patocchi: Recombinant DNA technology in apple. Green Gene Technology, 2007, S. 113–132. PMID 17522823
- mit E. Belfanti, E. Silfverberg-Dilworth, S. Tartarini, A. Patocchi, M. Barbieri, J. Zhu, B. A. Vinatzer, L. Gianfranceschi und S. Sansavini: The HcrVf2 gene from a wild apple confers scab resistance to a transgenic cultivated variety. In: Proc Natl Acad Sci USA. 2004, 101, S. 886–890. PMID 14715897
- mit H. J. Schouten, J. Brinkhuis, A. van der Burgh, J. G. Schaart, R. Groenwold und G. A. L. Broggini: Cloning and functional characterization of the Rvi15 (Vr2) gene for apple scab resistance. In: Tree Genetics & Genomes. 2013. doi:10.1007/s11295-013-0678-9
- mit G. Broggini, T. Wöhner, J. Fahrentrapp, T. Kost, H. Flachowsky, A. Peil, M. V. Hanke, K. Richter, A. Patocchi: Engineering fire blight resistance into the apple cultivar 'Gala' using the FB_MR5 CC-NBS-LRR resistance gene of 'Malus × robusta' 5. In: Plant Biotechnology Journal. 2014 Aug;12(6), S. 728–733. PMID 24618178
- mit A. Patocchi und anderen: Venturia inaequalis resistance in apple. In: Critical Reviews in Plant Sciences. 25.6, 2006, S. 473–503. doi:10.1080/07352680601015975
- mit W. E. MacHardy und D. M. Gadoury: Parasitic and biological fitness of Venturia inaequalis: relationship to disease management strategies. In: Plant Disease. 85.10, 2001, S. 1036–1051. doi:10.1094/PDIS.2001.85.10.1036
- mit I. Pertot und M. Perazzolli: Plasmopara viticola: a review of knowledge on downy mildew of grapevine and effective disease management. In: Phytopathologia Mediterranea. 2011, 50, S. 3–44.